# Bletchingley
Bletchingley est un village du Surrey en Angleterre.

## Géographie
Il est situé sur la route A25 à l'est de Redhill et à l'ouest de Godstone. Le village possède une aire protégée comportant des bâtiments du Moyen Âge.

## Histoire
Le village se trouvait dans la division administrative anglo-saxonne de Hundred Tandridge.
Dans le Domesday Book de 1086, il apparait sous le nom de Blachingelei et est administré par Richard de Tonebrige. En 1225, il est fait mention de Bletchingley comme arrondissement. Au Moyen Âge, un bourg est créé soit par le Roi soit par un Seigneur comme élément potentiellement rentable dans le développement de leurs domaines.
Il semble qu'après le XIVe siècle, Bletchingley commence à perdre son importance en tant qu'arrondissement, peut-être au profit du bourg de Reigate à l'ouest. Le village conserve son statut d'arrondissement parlementaire et a élu deux membres à la Chambre des communes non réformée. Au moment de la révolution industrielle, il devient bourg pourri. Des élections législatives ont lieu à partir de 1733 dans ce qui est de nos jours l'auberge de White Hart.